# 3-Amino-4-hydroxybenzolsulfonsäure
3-Amino-4-hydroxy-benzolsulfonsäure ist eine chemische Verbindung aus der Gruppe der Sulfonsäurederivate.

## Gewinnung und Darstellung
3-Amino-4-hydroxy-benzolsulfonsäure kann durch verschiedene Verfahren, darunter Reduktion von 2-Nitrophenol-4-sulfonsäure, Sulfonierung von 2-Aminophenol, Reaktion von Anilin-2,5-disulfonsäure mit Natriumhydroxid oder durch Nitrierung von Phenol-p-sulfonsäure und Reduktion des entstehenden Zwischenprodukts gewonnen werden.

## Eigenschaften
3-Amino-4-hydroxy-benzolsulfonsäure ist als Hydrat ein oranger bis dunkelroter Feststoff, der wenig löslich in Wasser ist.
Er besitzt eine monokline Kristallstruktur mit der Raumgruppe P21/n (Raumgruppen-Nr. 14, Stellung 2).
Das Hemihydrat kristallisiert mit zwei zwitterionischen Sulfonsäuremolekülen und einem Wassermolekül in der asymmetrischen Einheit. Die Säuremoleküle sind in Schichten gepackt, in denen die Phenylringe nahezu koplanar sind und die polaren funktionellen Gruppen zu den benachbarten Schichten gerichtet sind. Diese Schichten sind so gestapelt, dass die Moleküle einer Platte annähernd orthogonal zu denen der nächsten liegen. Zwischen dem Wassermolekül und den Ammonium-, Hydroxyl- und Sulfonatgruppen besteht ein ausgedehntes Netz von Wasserstoffbrücken.

## Verwendung
3-Amino-4-hydroxy-benzolsulfonsäure wird als Diazokomponente bei der Synthese verschiedener Azofarbstoffe verwendet.
Beispielsweise erhält man durch Umsetzung von 1,5-Dihydroxynaphthalin als Kupplungskomponente mit diazotierter 3-Amino-4-hydroxybenzolsulfonsäure den Beizenfarbstoff C.I. Mordant Black 9.
Ebenso wird 3-Amino-4-hydroxybenzolsulfonsäure bei der Synthese von C.I.Direct Brown 95 als Diazokomponente verwendet.